# Żyrafka madagaskarska
Żyrafka madagaskarska (Trachelophorus giraffa) – endemiczny dla Madagaskaru gatunek chrząszcza z rodziny podryjowatych.
Odznacza się wydłużonym przedpleczem i głową, przez co owad przypomina trochę żyrafę, stąd nazwa gatunkowa. Dymorfizm płciowy znajduje wyraz w długości przedplecza, które jest dłuższe u samców. Długość owada wynosi 25 mm. Barwa jest czarna z wyjątkiem czerwonych pokryw skrzydeł. Samice przed złożeniem jaja przegryzają w specjalny sposób liście roślin żywicielskich z gatunków Dichaetanthera arborea oraz Dichaetanthera cordifolia, tak że te zwijają się w ruloniki do których składane jest pojedyncze jajo.

## Anatomia
Gatunek charakteryzuje się prostymi antenami, które znajdują się u podstawy otworu gębowego. Wyróżnia się silnie rozwiniętym przedpleczem, które stanowi zarazem grzbietową część przedtułowia i przednią część płytki grzbietowej. Owad jest zdolny do lotu za pomocą chitynowych skrzydeł, które także pełnią funkcję ochronną. Ciało zwykle jest jednolicie ubarwione jednak zdarzają się gatunki, gdzie tagmy cechuje odmienne ubarwienie. Narządy gębowe są typu gryzącego. Noga składa się z pięciu części: biodra, krętarza, uda, golenia (z wyraźnymi ząbkami na krawędzi zewnętrznej) i stopą (wyróżniająca się pazurkami u nasady) (np. Stanek, 1990).
Trachelophorus giraffa wyróżnia się wydłużonym przedpleczem i głową. Tymi cechami przypomina żyrafę stąd jego nazwa gatunkowa. Jego wielkość to zaledwie 25 mm. Należy do gatunków, które wyróżnia odmienne ubarwienie mianowicie prócz czerwonej pokrywy skrzydeł owad jest czarny. Żyrafkę madagaskarską cechuje także dymorfizm płciowy, czyli fenotypowe, zauważalne zróżnicowanie dojrzałych płciowo samca i samicy jednego gatunku. U samców przedplecze jest dłuższe niż u samicy. Długa szyja pomaga im w budowaniu gniazda i walki międzygatunkowej. Gatunek ten jest zdolny do lotu. Nie wykazuje agresji w stosunku do innych gatunków.

## Ekologia
Owady te są roślinożerne, żywią się liśćmi drzew, na których żyją. Ich żuwaczki są na brzegu zewnętrznym zaokrąglone na wewnętrznym zaś ostre i zachodzą na siebie. Dorosłe osobniki żyją na drzewie z gatunku Dichaetanthera arborea, bardzo rzadko zdarza się by je opuszczały.
Samce walczą między sobą o samice, wykorzystując do tego długie szyje, dzięki którymi przepychają się i zrzucają z drzewa. Wygrany samiec łączy się z samicą, która składa jaja. Przed złożeniem jaj samica musi przygotować miejsce w liściu Dichaetanthera arborea. Na początku w odpowiedni sposób przygryza go, następnie zwija liść wielokrotnie tworząc z niego rulonik przypominający cygaro, składa jajo wewnątrz liścia i domyka jego brzegi. Na końcu przygryza jego ogonek i „zawiniątko” spada z drzewa na dno lasu, gdzie larwy przepoczwarczają się, przechodzą przeobrażenie zupełne. Liść stanowi pokarm dla larw przez pierwsze dni ich życia, a także odwraca uwagę innych zwierząt, dla których jest to tylko liść i larwa może rozwijać się w spokoju. Ten specyficzny sposób składania i manipulacji żywieniowej larw jest dowodem przynależności Trachelophorus giraffa do rodziny Attelabidae.

## Znaczenie w ochronie środowiska
Opisywany gatunek nie jest chroniony. Choć jest bardzo mało informacji, źródła wskazują, że żyrafka madagaskarska nie jest zagrożeniem dla człowieka ani jego działalności. Stanowi charakterystyczny okaz dla Madagaskaru, ale nie jest łatwy do zaobserwowania.

## Aktualne kierunki badań naukowych charakteryzowanego gatunku
Choć gatunek został po raz pierwszy opisany w 1860 roku to ponownie został odkryty dopiero w 2008 roku przez co jego badania skupiają się na szerszym rozpoznaniu tego gatunku, jego charakterystycznych cech i zachowań.